# Kaloula walteri
Kaloula walteri là một loài ễnh ương trong họ Nhái bầu. Nó là loài đặc hữu của Philippines.
Môi trường sống tự nhiên của chúng là các khu rừng ẩm ướt đất thấp nhiệt đới hoặc cận nhiệt đới, các khu rừng vùng núi ẩm nhiệt đới hoặc cận nhiệt đới, vùng đất ẩm có cây bụi nhiệt đới hoặc cận nhiệt đới, sông, sông có nước theo mùa, đất canh tác, vùng đồng cỏ, và các đồn điền. Loài này đang bị đe dọa do mất môi trường sống.